# Franklin Hunt
Franklin Livingstone Hunt (* 3. September 1883 in Manchester, New Hampshire; † nach 1976) war ein amerikanischer Physiker.

## Leben
Franklin Hunt arbeitete ab 1917 am National Bureau of Standards in Washington. Von 1929 bis 1948 war er bei den Bell Telephone Laboratories in New York angestellt.
Anfänglich arbeitete Hunt auf dem Gebiet Röntgenspektroskopie, beschäftigte sich dann mit der Luftfahrt, speziell Flugtechnik, wie das Atmungsgerät an Bord von Flugzeugen, und der Elektroakustik.

## Leistungen
Bekannt geworden ist Franklin Hunt durch den gemeinsam mit William Duane geführten Nachweis der kurzwelligen Grenze der (kontinuierlichen) Röntgenbremsstrahlung. Dies ist auch bekannt als Duane-Hunt-Gesetz.

## Werke
- Recent developments and outstanding problems, Governance Printing Office, Washington, 1922[5]
- Oxygen instruments, Governance Printing Office, Washington, 1922
- mit H. O. Stearns: Aircraft Speed Instruments, Governance Printing Office, Washington, 1922
- Aeronautic instruments, Technologic Papers of the Bureau of Standards, Volume 17, 1922–1924[6]
- Vibration amplitudes produced in St. David’s Cathedral by concorde sonic bangs, 1971[7]
- An experimental assessment of the possibility of damage to leaded windows by sonic bangs, 1973[8]

## Trivia
1976 erhielt er von der National Academy of Sciences eine Geldspende für seinen Franklin Livingstone Hunt Fund, welcher sich für die Forschung in Physik, Chemie und Präventivmedizin einsetzen, und zusätzlich eine Franklin Livingstone Hunt Medal für besondere Leistungen vergeben sollte. Es lässt sich nicht feststellen, ob dieser Fond wirklich wissenschaftlich aktiv wurde.